# Anders Dereborg
Anders Dereborg, född 30 november 1961 i Stockholm, är en svensk jurist.
Han har arbetat i Justitiedepartementet och Europadomstolen i Strasbourg. Han har varit rådman i Stockholms tingsrätt, vice ordförande i Svea hovrätt samt chefsrådman i Stockholms tingsrätt. År 2016 blev han chef för den då nyinrättade Patent- och marknadsdomstolen vid Stockholms tingsrätt. Sedan juni 2019 är han lagman i Attunda tingsrätt.